# Подвірки
Подві́рки (в минулому Підмонастирський подвірок) — селище в Україні, у Солоницівській селищній громаді Харківського району Харківської області. Населення становить 7890 осіб. Орган місцевого самоврядування — Солоницівська селищна рада.
У селищі розташована Курязька виховна колонія, ТОВ «Слобожанський миловар» і Харківська ТЕЦ-5.

## Географія
Селище Подвірки знаходиться в балці Куряжанка на лівому березі річки Уда, вище за течією примикає до села Надточії, нижче за течією на відстані в 2 км Харківської окружної дороги і кордону міста Харків, на протилежному березі смт Пісочин, на відстані 1 км розташовані село Сіряки і смт Солоницівка. Через селище проходить автомобільна дорога Т 2106. По селищі проходить залізниця, найближча станція Куряж.
Відстань до райцентру становить близько 24 км і проходить автошляхом E40, із яким збігається E105 та М03, згодом переходячи в Т 2103.

## Історія
Дата заснування села - 1673 рік. Тоді ж було створено Курязький монастир
За даними на 1864 рік у казенному селі Підмонастирський підворок Пересічнянської волості Харківського повіту, мешкало 110 осіб (61 чоловічої статі та 49 — жіночої), налічувалось 11 дворових господарств.
Село постраждало внаслідок геноциду українського народу, проведеного урядом СССР в 1932—1933 роках, кількість встановлених жертв в Солоницівці, Куряжанці та Подвірках — 166 людей.

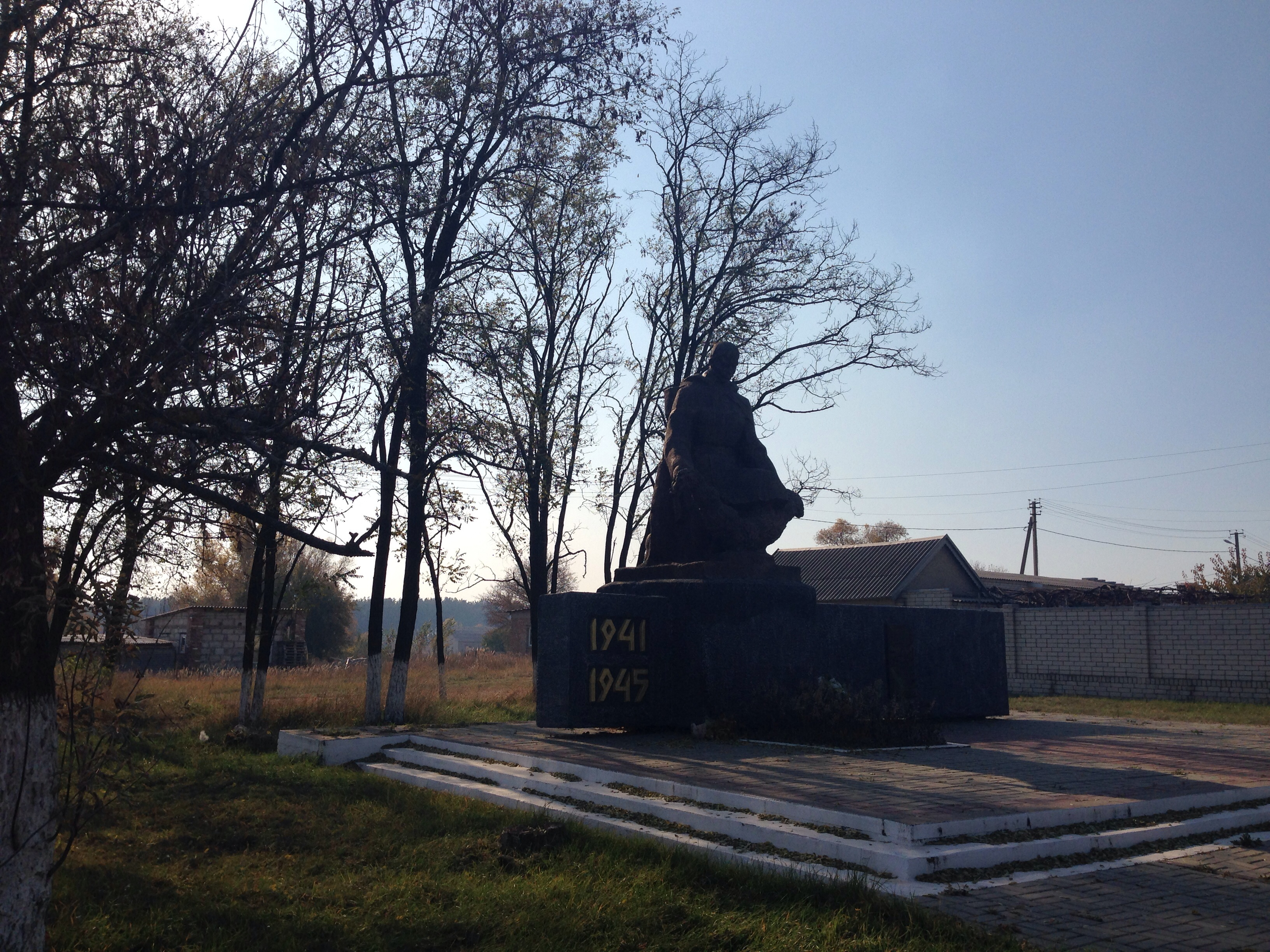
Братська могила радянських воїнів. Поховано 30 воїнів

## Населення

### Мова
Розподіл населення за рідною мовою за даними перепису 2001 року:
| Мова            | Відсоток |
| --------------- | -------- |
| українська      | 56,31%   |
| російська       | 43,17%   |
| інші/не вказали | 0,52%    |

## Постаті
- Лепетюха Василь Васильович (1960—2014) — молодший сержант Збройних сил України, учасник російсько-української війни[6].
- Вакуленко Олександр Сергійович (1963) — український художник, майстер петриківського розпису, Заслужений майстер народної творчості України, член Національної спілки майстрів народного мистецтва України
- Вакуленко Тамара Олексіївна (1963) — українська художниця, майстер петриківського розпису, Заслужений майстер народної творчості України, член Національної спілки майстрів народного мистецтва України
- Вакуленко Олеся Олександрівна  (1989) — українська художниця та дизайнер, член Національної спілки майстрів народного мистецтва України. Майстер декоративного розпису, витинанки, створює авторський одяг, посуд і книжкові ілюстрації за мотивами народного мистецтва.